# Michail Iwanowitsch Kusmin
Michail Iwanowitsch Kusmin (russisch Михаил Иванович Кузьмин; * 20. Juni 1938 in Moskau; † 24. November 2024) war ein russischer Geologe, Geochemiker und Hochschullehrer.

## Leben
Kusmins Eltern waren Iwan Iwanowitsch Kusmin (1905–1942) und Olga Sacharowna geborene Gluschonok (1903–1983). Kusmin studierte an der geologischen Fakultät der Lomonossow-Universität Moskau mit Abschluss 1960. Darauf arbeitete er als Oberlaborant im 1957 gegründeten Irkutsker Institut für Geochemie der Sibirischen Abteilung (SO) der Akademie der Wissenschaften der UdSSR (AN-SSSR). 1961 wurde er dort Juniorwissenschaftler, 1969 Seniorwissenschaftler und 1977 Leiter des Laboratoriums für regionale Geochemie. Er wurde 1982 zum Doktor der geologisch-mineralogischen Wissenschaften promoviert.
1989 wurde Kusmin Direktor des Irkutsker-Instituts für Geochemie, das nun  Alexander Pawlowitsch Winogradows Namen trug. Er wurde 1991 Korrespondierendes Mitglied der nun Russischen Akademie der Wissenschaften (RAN). 2002 übernahm er den Vorsitz des Präsidiums des Irkutsker Wissenschaftszentrums Akademgorodok Irkutsk der SO-RAN. 2003 wurde er Wirkliches Mitglied der RAN. Die Emeritierung erfolgte 2012.
Kusmins Hauptarbeitsgebiet war die Geochemie der magmatischen Gesteine unter Berücksichtigung unterschiedlicher geodynamischer Bedingungen. Er analysierte die Entwicklung Sibirias. Auf der Basis seiner geochemischen und mineralogischen Untersuchungen lieferte er wichtige Beiträge zur Paläoklimatologie. Er untersuchte die Sedimente des Baikalsees und Chöwsgöl Nuurs im Hinblick auf das Vorkommen schwerer Elemente, den Gewässerschutz und die Wasserressourcen der jeweiligen Regionen.
Kusmin initiierte die Gründung des Lehrstuhls für Geochemie an der Staatlichen Universität Irkutsk und des Lehrstuhls für Geoökologie und angewandte Geochemie an der Staatlichen Technischen Forschungsuniversität Irkutsk (IrGTU), an der er Professor war.
Kusmin war verheiratet und hatte zwei Kinder Olga und Pawel.

## Ehrungen, Preise
- Jubiläumsmedaille „Zum Gedenken an den 100. Geburtstag von Wladimir Iljitsch Lenin“ (1970)
- Staatspreis der Russischen Föderation (1997)
- Orden der Ehre (1999)
- Demidow-Preis (2007)
- Verdienstorden für das Vaterland IV. Klasse (2007)
- Orden der Freundschaft (2014)
- Benennung eines Asteroiden nach ihm: (590335) Mikhailkuzmin (2024)